# Canelones (departement)
Canelones is een departement in het zuiden van Uruguay aan de Río de la Plata, net ten noorden van Montevideo. De hoofdstad is Canelones, de grootste stad is Las Piedras.
Het departement heeft een oppervlakte van 4536 km² en heeft 520.187 inwoners (2011). Het is een van de oorspronkelijke in 1828 gecreëerde departementen.
De grens van het departement wordt in het noorden en oosten gevormd door de Santa Lucía, in het westen door de Cuchilla Grande en de Arroyo Solís Grande.